# Сорокин, Александр Николаевич
Алекса́ндр Никола́евич Соро́кин (22 апреля 1954, п. Тынзанский, Амурская область, СССР) — советский и казахский военный лётчик, главнокомандующий силами воздушной обороны Республики Казахстан, генерал-лейтенант авиации.

## Биография
В 1975 году закончил Харьковское высшее военное авиационное училище лётчиков, а в 1992 году — Военно-воздушную академию имени Ю. А. Гагарина, где обучался заочно.
Начинал службу лётчиком в истребительном авиаполку.
За период с 1975 по 1999 год последовательно прошёл должности лётчика, старшего лётчика, командира звена, начальника штабы эскадрильи, заместителя командира и командира эскадрильи, заместителя командира и командира авиационного полка.
В 1999 году получил назначение на должность командира авиабазы.
С 2002 года заместитель командующего Силами воздушной обороны Казахстана по авиации.
В 2004 году стал заместителем главнокомандующего Силами воздушной обороны по военно-воздушным силам.
В 2005 году стал первым заместителем главнокомандующего Силами воздушной обороны республики Казахстана.
17 сентября 2007 года Распоряжением Президента Республики Казахстан назначен главнокомандующим Силами воздушной обороны Вооружённых Сил Республики Казахстан.
7 мая 2010 года присвоено звание генерал-лейтенанта.
27 июня 2013 года распоряжением Президента Республики Казахстан освобождён от занимаемой должности Главнокомандующего СВО ВС РК.
За годы службы налетал более 3800 часов на самолётах Л-29, МиГ-15, МиГ-17, МиГ-21, МиГ-23, МиГ-27, МиГ-29, Су-27.
Воспитывает сына.

## Награды
- Орден «Данк» I степени (2012)[4]
- Орден «Данк» II степени
- Медаль «20 лет Астане»[5]
- медали